# Observateur sportif
Recruteur sportif

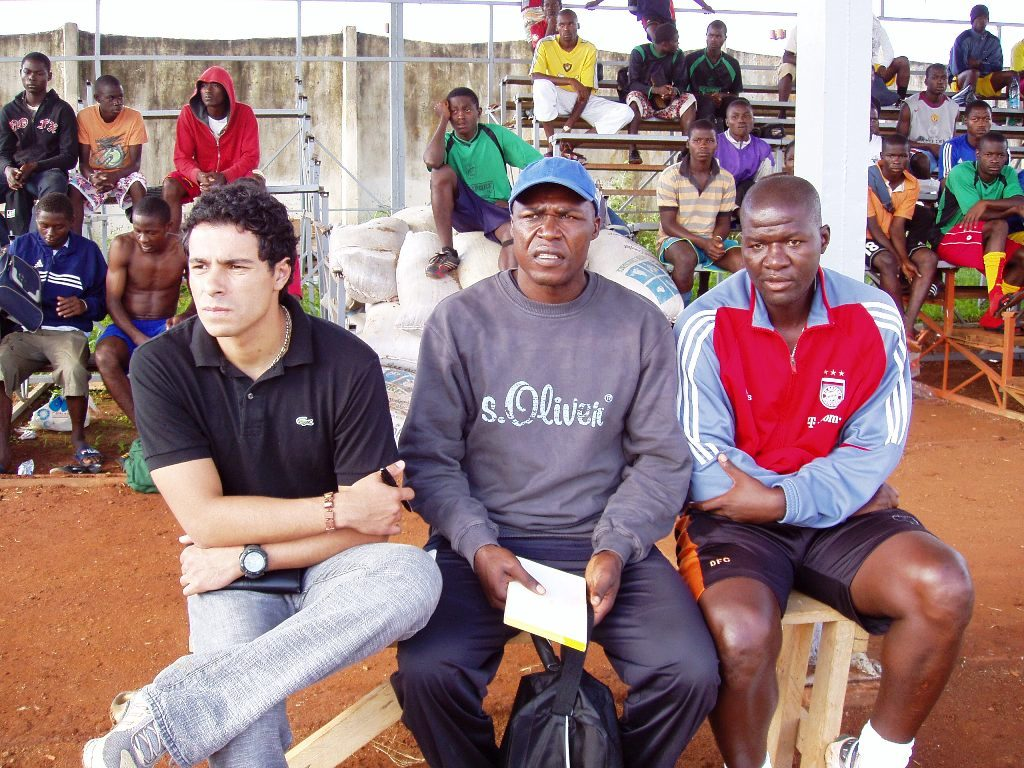
Enrique Maximiliano Meza (à gauche), coach adjoint et observateur sportif de l'équipe de football du Cameroun, à la recherche de nouveaux talents, en 2011.

Un observateur sportif travaillant pour un club ou une sélection sportive, est une personne chargée soit de repérer de nouveaux talents (recruteur), soit d'observer et d'analyser (de décortiquer) le jeu ou la tactique d'un futur adversaire (superviseur sportif). La plupart des observateurs sportifs sont eux-mêmes d'anciens sportifs.
Dans la presse anglo-saxonne, on utilise généralement le terme scout (pour  talent scout), terme qui est parfois repris dans la presse française,.